# Изотопная распространённость

Распространённость химических элементов в земной коре

Изотопная распространённость (или распространённость изотопов) — относительное количество атомов разных изотопов одного химического элемента; обычно выражается в процентах к сумме атомов всех долгоживущих (с периодом полураспада Т > 3⋅108 лет) изотопов данного элемента в среднем в природе (либо с отнесением к той или иной природной среде, планете, региону и т. п.).
Точное измерение изотопной распространённости имеет большое значение для определения атомных масс элементов.